# Массовые беспорядки в Риге (2009)

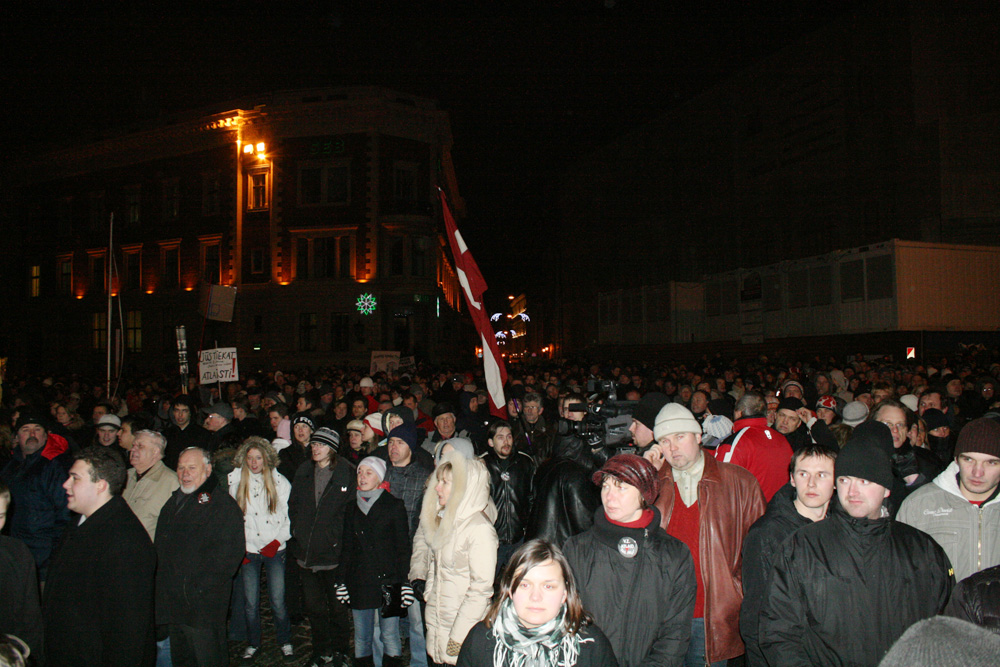
Митинг перед беспорядками

Беспорядки в Риге — волнения, произошедшие в Риге 13 января 2009 года в связи с экономическим кризисом, охватившим страну. Дата этих событий совпала с началом так называемой баррикадной революции в 1991 году, а также с датой расстрела демонстрации, с которой в Латвии началась революция 1905 года.

## Хроника событий
Источником волнений стал антиправительственный митинг на Домской площади, организованный политической партией «Общество за другую политику» совместно с другими общественными организациями и профсоюзами (в общей сложности 25 организаций). В распространённом заявлении «Приглашение народу Латвии» президенту Валдису Затлерсу было предложено уволить 9-й Сейм и провести новые выборы «справедливого, демократического и компетентного государственного управления».
Сбор митингующих начался около 17.00. Количество демонстрантов оценивалось в 10—20 тысяч человек.
Официальный митинг начался в 17.30 с минуты молчания в память скончавшегося накануне известного латвийского актёра Карлиса Себриса. Затем началось обсуждение политических вопросов. Звучали призывы распустить Сейм, встречаемые приветственными возгласами. Акция проходила относительно спокойно, но уже к 18 часам поступили данные о первых задержанных.
В 19.00 лидер «Общества за другую политику» Айгар Штокенбергс поблагодарил участников акции и призвал их расходиться по домам. Был исполнен государственный гимн.
К этому времени на Домскую площадь просочились крепкие мужчины с завязанными лицами, они начали заводить толпу и побуждать сотни людей направиться к зданию Сейма. В здание Сейма и в полицейских, которых оказалось не более 20 человек, полетели яйца, бутылки, камни. Полиция применила слезоточивый газ и стеки. Толпу у Сейма удается разделить. К 20.00 её оттеснили от здания парламента.
Беспорядки перекинулись на другие улицы Старого города. Демонстранты переворачивали полицейские машины. Главное управление полиции Риги объявило тревогу. Полиции удаётся блокировать протестующих на улице Смилшу.
К 22.00 массовые беспорядки удалось подавить. Сообщалось о десятках раненых, среди которых — сотрудники полиции и журналисты. Ранения получили 30 человек, 28 пришлось госпитализировать. Ситуация в городе постепенно нормализовалась.

## Наказание участников беспорядков
14 января 2009 года многие политики осудили погромы в Вецриге, возлагая ответственность за произошедшее на организаторов митинга. Те, в свою очередь, возражали, что ответственность должна быть возложена на структуры безопасности, не справившиеся с беспорядками.
В общей сложности полиция задержала 126 человек. Многим из них были предъявлены обвинения в уничтожении чужого имущества, применении силы в отношении представителей власти, за что предусмотрено наказание в виде лишения свободы сроком от 3 до 12 лет. Часть подозреваемых уехала за пределы Латвии и была объявлена в международный розыск.
Большинство участников беспорядков было приговорено к принудительным работам или условному наказанию. Реальные сроки лишения свободы получили лишь те, кто ранее уже имел на своём счету судимости. Ещё троих подсудимых суд оправдал.
Ущерб муниципалитету Риги составил около 50 000 латов, ущерб зданию Сейма — 19 000 латов.

## Последствия и аналогии
Остаётся неясным, была ли это спонтанная или спланированная «революция». По странному совпадению, аналогичный митинг в болгарской Софии прошёл 14 января, тоже с лозунгами о роспуске парламента. Схожий сценарий с попыткой штурма парламента был осуществлён в Вильнюсе 16 января.
Итоги погромов в трёх странах известны. Всюду разгорелся политический кризис. 20 февраля Годманис ушёл с поста главы правительства, а само правительство было распущено. Произошли изменения в расстановке политических сил в пользу оппозиционных партий. Болгария и Латвия получают помощь от западных кредиторов; Литве удалось справиться без заимствований.
«Это был политический заказ. Надо думать, кто тогда был у власти и против кого тогда собрался народ. И кому это было выгодно», — считает глава независимого профсоюза полицейских Айгар Суна.
Данные беспорядки стали самыми значительными в новейшей истории Латвии.
Студент Морского колледжа Эдгар Горбань потерял глаз в результате ранения резиновой пулей, однако виновный в этом так и не был установлен.